# جووا (دوره هی‌آن)
جووا (به ژاپنی: 承和 Jōwa) نام عصر ژاپنی (نِنگُو) بود. این عصر بعد از کونین و قبل از کاشو قرار داشت و از ژانویه ۸۳۴ تا ژوئیه ۸۴۸ میلادی به طول انجامید. در طی این عصر امپراتور جونا و امپراتور نینمیو حکمران ژاپن بودند.